# Metasynaptops birus
Metasynaptops birus es una especie de coleóptero de la familia Attelabidae.

## Distribución geográfica
Habita en Papúa Nueva Guinea y en Indonesia.